# Cees Haast
Pour les articles homonymes, voir Haast.
Cees Haast, né le 19 novembre 1938 à Rijsbergen et mort le 18 janvier 2019 à Rucphen, est un ancien coureur cycliste néerlandais. Haast est sociétaire au club cycliste local du Fortuna Zundert.      

## Biographie
En tant que cycliste, Haast était devenu un favori du public en raison de son appétit agressif. Lors du Tour de Suisse en 1964, il devint clair qu'il possédait également les capacités des grimpeurs. C'était sa première rencontre avec les hautes montagnes et il est devenu douzième au classement général. L'année suivante, sur le Tour de France, Cees Haast était sur la bonne voie et avait pris le volant d'une étape de montagne sur les grands coureurs du Col de Vars, Felice Gimondi et Raymond Poulidor. Il est devenu le premier Néerlandais à être le premier à atteindre le sommet d'une course haute. Le destin a toutefois frappé peu après le début de la 17ème étape. Après un accident, Cees a essayé de s'accrocher et de continuer à conduire. Mais quand, selon Tourdokter Dumas, il s’agissait d’un saignement artériel au fémur et qu’il n’était pas possible de l’ajuster, il était déçu et sur la bonne voie. Il était sixième du classement général à cette époque. [1]
Lors du Tour de France de 1967, il était assis sur le mont Ventoux dans le groupe avec Tom Simpson et le voyait basculer latéralement pour mourir plus tard. Ce tour, il est devenu 14e et c'est son meilleur résultat final au Tour de France [2]. Cees a remporté 2 étapes du Tour d'Espagne en 1966 et est devenu 8e au classement final. L'année suivante, il a atteint sa 5e place avec une 5e place. ce tour.
Cees Haast est décédé en 2019 à l'âge de 80 ans [3].

## Palmarès

### Palmarès amateur
- 1962
  - 2e du Tour du Limbourg
  - 2e du Tour de Zélande centrale
- 1963
  - Tour du Saint-Laurent

### Palmarès professionnel
- 1964
  - 2e du championnat des Pays-Bas sur route
- 1965
  - 3eb étape de Paris-Nice (contre-la-montre par équipes)
  - 4ea étape du Tour des Pays-Bas (contre-la-montre par équipes)
  - 3e du Grand Prix du Parisien[n 1]
  - 6e de Paris-Luxembourg
  - 10e de Paris-Nice
- 1966
  - 7e et 13e étapes du Tour d'Espagne
  - 3ea étape du Tour de France (contre-la-montre par équipes)
  - 2e du championnat des Pays-Bas sur route
  - 8e du Tour d'Espagne
  - 8e du Critérium du Dauphiné libéré
- 1967
  - 5e du Tour d'Espagne
- 1968
  - 3e étape du Tour de Luxembourg
  - 2e du Tour de Luxembourg
- 1969
  - 1reb étape du Tour de Luxembourg (contre-la-montre par équipes)

## Résultats sur les grands tours

### Tour de France
5 participations
- 1964 : 39e
- 1965 : abandon (17e étape)
- 1966 : 36e, vainqueur de la 3e étape (contre-la-montre par équipes)
- 1967 : 14e
- 1969 : 63e

### Tour d'Espagne
4 participations
- 1966 : 8e, vainqueur des 7e et 13e étapes,  maillot jaune pendant 2 jours
- 1967 : 5e
- 1968 : 20e
- 1969 : 32e

### Tour d'Italie
1 participation
- 1968 : 17e